# Cvetka Knapič Krhen
Cvetka Knapič Krhen, zgodovinarka v  Zagrebu, Hrvaška, * 22. avgust 1930, Bizeljsko, Slovenija, † 2. november 2016, Brežice

Cvetka Knapič je pričela osnovno šolanje na rodnem Bizeljskem, nadaljevala v Šmarju pri Jelšah in na Ptuju, gimnazijo pa končala v Brežicah kot ena prvih maturantov leta 1949. Študij umetnostne zgodovine je zaključila na Filozofski fakulteti  v Zagrebu, nato pa nadaljevala študij zgodovine v Gradcu, kjer je na Filozofski fakulteti Univerze v Gradcu promovirala doktorat leta 1975.
Od leta 1956 do upokojitve je službovala v Zagrebu. Raziskovalno delo je začela najprej na Zgodovinskem oddelku pri Republiškem sindikalnem svetu Hrvaške, nato na Inštitutu za zgodovino delavskega gibanja oziroma na Inštitutu za novejšo zgodovino. V obdobju 1976 do 1988 je kot sekretarka Skupščine raziskovalne skupnosti za humanistične vede Republike Hrvaške skrbela za programe financiranja fakultet in inštitutov s tega področja. Po dvanajstih letih dela na upravnem področju se je vrnila na inštitut in prevzela vodenje znanstvenega oddelka in funkcijo namestnice ravnatelja. 
Znanstveno se je udejstvovala na mednarodnih simpozijih, objavljala svoja dela in bila dolgoletna članica znanstvenega sveta Mednarodne konference zgodovinarjev delavskih in drugih družbenih gibanj s sedežem na Dunaju.  Za prispevek k avstrijskemu zgodovinopisju je leta 1986 dobila državno nagrado Viktorja Adlerja za zgodovino družbenih gibanj Ministrstva za znanost Republike Avstrije. Zgodovinarko dr. Cvetko Knapič-Krhen, ki je v svojem delu presegala nacionalne in državne okvirje, so na posvetu »Slovenka v sodobnem, globalnem svetu« označili kot izjemno uspešno strokovnjakinjo. Njena življenje in delo sta bila predstavljena na razstavah v Mariboru in Zagrebu med dvajsetimi vidnimi Slovenci, ki so delovali na Hrvaškem.  Ob vseh stikih in potovanjih po Evropi je na rodno Bizeljsko rada povabila tuje goste in pomagala domačinom pri več projektih.

## Dela
- Knapič-Krhen Cvetka (1957) Prvi začetki. Iz zgodovine delavskega gibanja. Po razstavi v Republiškem svetu Zveze sindikatov Hrvatske o začetku delavskega gibanja v Zagrebu. —949.71 Zgodovina Jugoslovanov SPor (31. VII.) št. 178.
- Knapič-Krhen, Cvetka  (1962) Herbert Steiner, Bibliographie zur Geschichte der österreichischen Arbeiterbewegung 1867-1918, Wien 1962. »U: Historijski zbornik«. / Glavni urednici: Jaroslav Šidak (1948-1974/75; 1978/79-1984), Mirjana Gross (1976/77), Ivan Kampuš (1985-1997), Ivica Prlender (1998-2006). 15 (1962) 1-4. Bilješke. - 334-336
- Knapič-Krhen, Cvetka (1971) H. Steiner, Bibliographie zur Geschichte der österreichischen Arbeiterbewegung.- »U: Časopis za suvremenu povijest 3«., br. 1/1971. s. 258
- Knapič-Krhen, Cvetka (1972) Internationale Tagung der Historiker der Arbeiterbewegung u Linzu.- »U: Časopis za suvremenu povijest 4«., br. 3/1972. s. 204
- Knapič-Krhen, Cvetka (1974) Međunarodni znanstveni simpozij u Neudoerflu.- »U: Časopis za suvremenu povijest 6«., br. 2/1974, s.194
- Knapič-Krhen, Cvetka (1983) Simpozij “Karl Marx u Africi, Aziji i Latinskoj Americi”.- »U: Časopis za suvremenu povijest 15«., br. 2/1983., s. 189
- Knapič Krhen, Cvetka (1986) Jugoslovensko radničko društvo »Sloga« u Beču; The Yugoslav Workers' Association »Sloga« (Unity) in Vienna; Prispevki za novejšo zgodovino, št. 1-2. {{http://sistory.si/11686/2489}}
- Knapič Krhen, Cvetka (1987)  Veze hrvatskih socijalista z medjunarodnim radničkim pokretom i pokretanje prvog radničkog lista u Hrvatskoj. »publikacija«.
- Knapić-Krhen. 1987. Die Arbeitermigration und ihr Einfluss auf die Verbreitung der sozialistischen Idee in der zweiten Hälfte des 19. Jahrhunderts. In: Internationale Tagung der Historiker der Arbeiterbewegung (Hg.). 22. Linzer Konferenz 1986. »Arbeitsmigration und Arbeiterbewegung als Historisches Problem«. Arhivirano iz prvotnega spletišča dne 7. novembra 2016. Pridobljeno 6. novembra 2016. Wien: Europaverlag Wien
- Knapič Krhen, Cvetka (1988) Jugoslavenska radnička društva u Beču i Grazu i pokušaj osnivanja Saveza jugoslavenskih radničkih društava na prijelazu stoljeća (1888-1914). »publikacija«.
- Knapič-Krhen, Cveta (1988) Jugoslavenska radnička društva u Austriji i pokušaj osnivanja Saveza jugoslavenskih radničkih društava u inozemstvu.- Migracijske i etničke teme / Migration and Ethnic Themes. Svezak 4, Br. 1-2 (1988). ISSN 1333-2546; E-ISSN 1848-9184; »DOI: 10.11567/met«.
- Knapič-Krhen, Cvetka (1989) O nekim međunarodnim skupovima, posvećenim značajnim godišnjicama u povijesti radničkog pokreta.- »U: Časopis za suvremenu povijest 21«., br. 1-3/1989, s. 23
- Knapič Krhen, Cvetka (1989) Die Sozialdemokratische Arbeiterpartei Österreichs und die sozialdemokratie im südslavischen Raum der Donaumonarchie im Jahrzent vom Hainfelder bis zum Brünner Parteitag (1889-1899). »publikacija«.
- Knapic-Krhen Cvetka (1991) Einige Bemerkungen von der Stellungnahme der Sozialdemokratie in Kroatien und Slawonien zur nationalen Frage in der Zeit vor dem Ersten Weltkrieg: Some Remarks about the Position on National Question of the Social Democracy in Croatia and Slavonia.- Journal: »Etudes balkaniques, 1991, No: 2. p. 134-138«.
- Berkovič, Bojan (urednik), Knapič-Krhen, Cvetka (urednik, avtor), Kunej, Vesna (urednik, fotograf), Šekoranja, Janez (urednik, fotograf), Istenič, Janez, Rožman, Milena, Pintarič, Milan, Kovačič, Martin. Spominska izdaja : ob 100-letnici razstave grozdja in vina na Bizeljskem : 1987-1997. Bizeljsko: Turistično društvo: Vinogradniško društvo, 1997. 50 str., ilustr. (COBISS)